# 龙安镇 (平武县)
龙安镇，是中华人民共和国四川省绵阳市平武县下辖的一个乡镇级行政单位。是平武县的县城。因为早上阳光照耀到县城时，人们还在睡眠中，所以又有别称为“睡龙安”。

## 行政区划
龙安镇下辖以下地区：
报恩寺社区、东路社区、西路社区、政府街社区、枕头坪村、汇口村、三溪沟村、庙坝村、杨家河村、莫鱼沟村、义佛山村、两岔河村、四竹垭村、虹金村、两河堡村、铁龙堡村、东皋村、大坪村、长河村、曲水村、高坝村、石人村、青玉村、安国村和安场村。